# Koba Zakadse
Koba Zakadse (georgisch კობა წაქაძე, russisch Ко́ба Варденови́ч Дзака́дзе, transkribiert Koba Wardenowitsch Dsakadse; * 19. August 1934 in Bakuriani) ist ein ehemaliger sowjetischer Skispringer.

## Werdegang

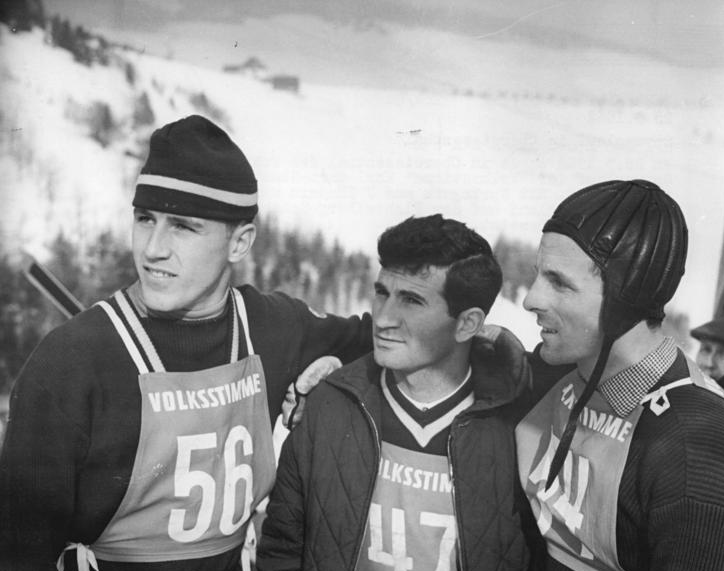
Zakadse (Mitte), mit Dieter Bokeloh (links) und Willi Egger (rechts) 1962 in Oberwiesenthal.

Zakadse nahm im Rahmen der Vierschanzentournee 1955/56 erstmals an einem internationalen Wettbewerb teil. Dabei konnte er am 6. Januar 1956 das Springen in Innsbruck gewinnen. Im Anschluss nahm er an den Olympischen Winterspielen in Cortina d’Ampezzo teil. Nachdem er dort nach dem ersten Durchgang noch den achten Rang belegt hatte, stürzte er bei seinem zweiten Sprung und fiel so auf den 30. Platz zurück. In den folgenden Jahren nahm er weiter regelmäßig an der Vierschanzentournee teil. Dabei konnte er 1958 als Dritter in Bischofshofen und 1959 als Zweiter in Garmisch-Partenkirchen weitere Podestplätze feiern. Bei den Olympischen Winterspielen 1960 in Squaw Valley belegte er den neunten Platz.  Beim Neujahrsspringen 1961 gelang ihm in Garmisch-Partenkirchen ein weiterer Sieg bei einem Springen der Vierschanzentournee. Im Dezember desselben Jahres konnte er beim Springen in Innsbruck, das damals das zweite Tourneespringen war, noch einmal Zweiter werden. Danach gelangen ihm bei der Vierschanzentournee keine Podiumsplatzierungen mehr. Er nahm aber noch bis zu seinem Karriereende 1972 an dieser teil.
Wenige Monate nach seinem letzten Podestplatz bei der Vierschanzentournee konnte er im Februar 1962 bei der Nordischen Skiweltmeisterschaft in Zakopane den fünften Platz von der Normalschanze belegen. Dies war sein bestes Ergebnis bei einer Weltmeisterschaft. Auf der Großschanze belegte Zakadse Rang 13. Zuvor hatte er 1958 in Lahti den 46. Platz belegt. Bei den Olympischen Winterspielen 1964 in Innsbruck, bei denen erstmals Wettbewerbe von Groß- und Normalschanze ausgerichtet wurden, nahm er nur am Wettbewerb von der Großschanze teil, in dem er den 27. Platz belegte. Zwei Jahre später wurde er bei der Weltmeisterschaft 1966 in Oslo Sechster, ebenfalls von der Großschanze. Seine letzte WM bestritt Zakadse 1970, als er in beiden Wettbewerben jeweils Platz 22 erreicht. Zum Ende seiner Karriere nahm er noch an den Olympischen Winterspielen 1972 in Sapporo teil und wurde dort Neunter von der Normal- und 35. von der Großschanze.
Zakadse war einer der Vorreiter des so genannten Fisch-Stils, bei dem die Arme an den Körper angelegt und nicht mehr vorgestreckt wurden und der Körper nach dem Absprung schnell in eine extreme Vorlage gebracht wurde. Daneben zeichnete er sich durch seinen kräftigen Absprung aus.
Er ist der Vater des georgischen Skispringers Kachaber Zakadse.

## Erfolge

### Schanzenrekorde
| Ort       | Land       | Weite  | aufgestellt am | Rekord bis     |
| --------- | ---------- | ------ | -------------- | -------------- |
| Innsbruck | Österreich | 79,5 m | 6. Januar 1956 | 6. Januar 1961 |